# MAN TGE
MAN TGE — легковий і комерційний автомобіль вищого класу, що випускається під німецьким брендом MAN з 2017 року.

## Опис моделі

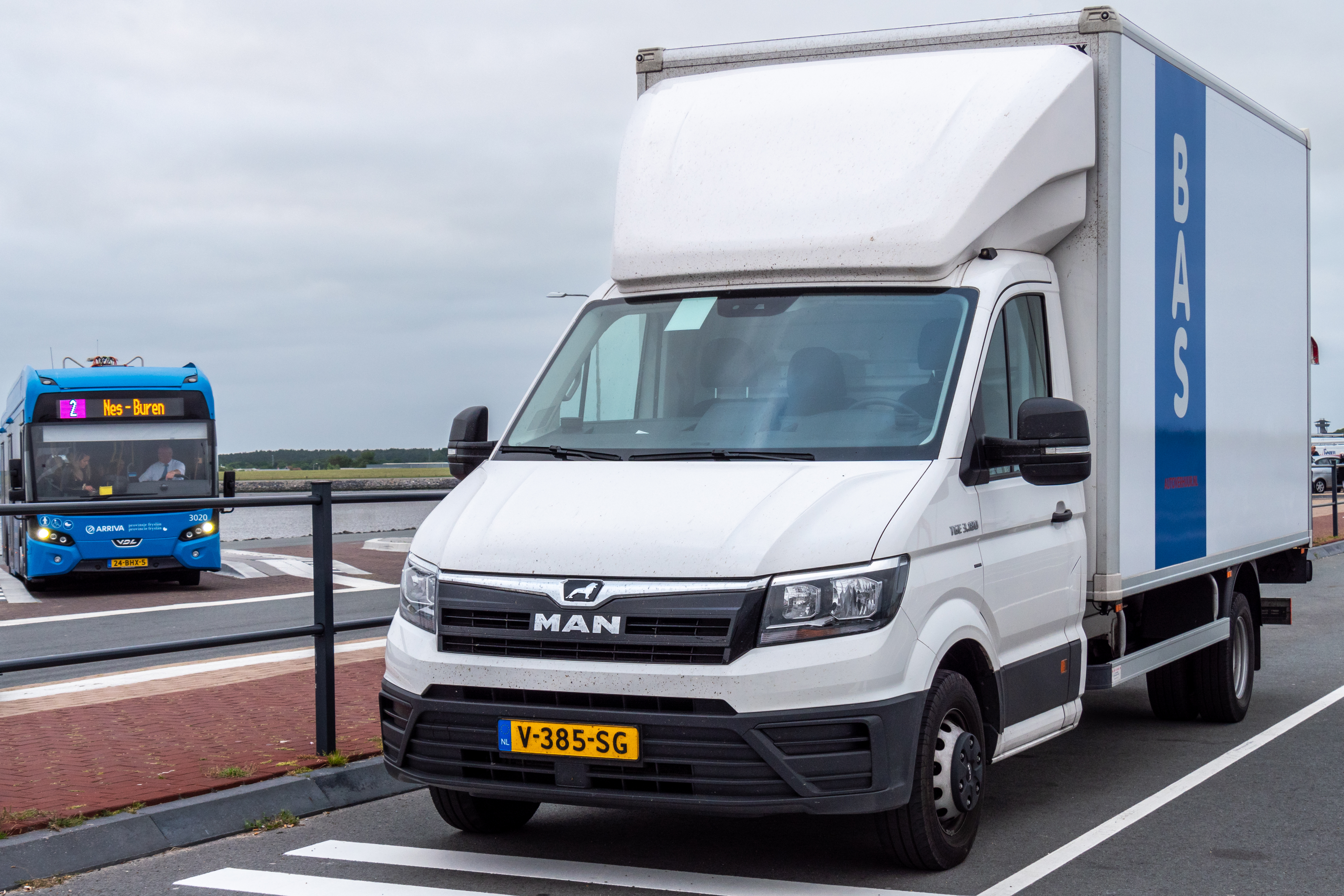
MAN TGE 3.180

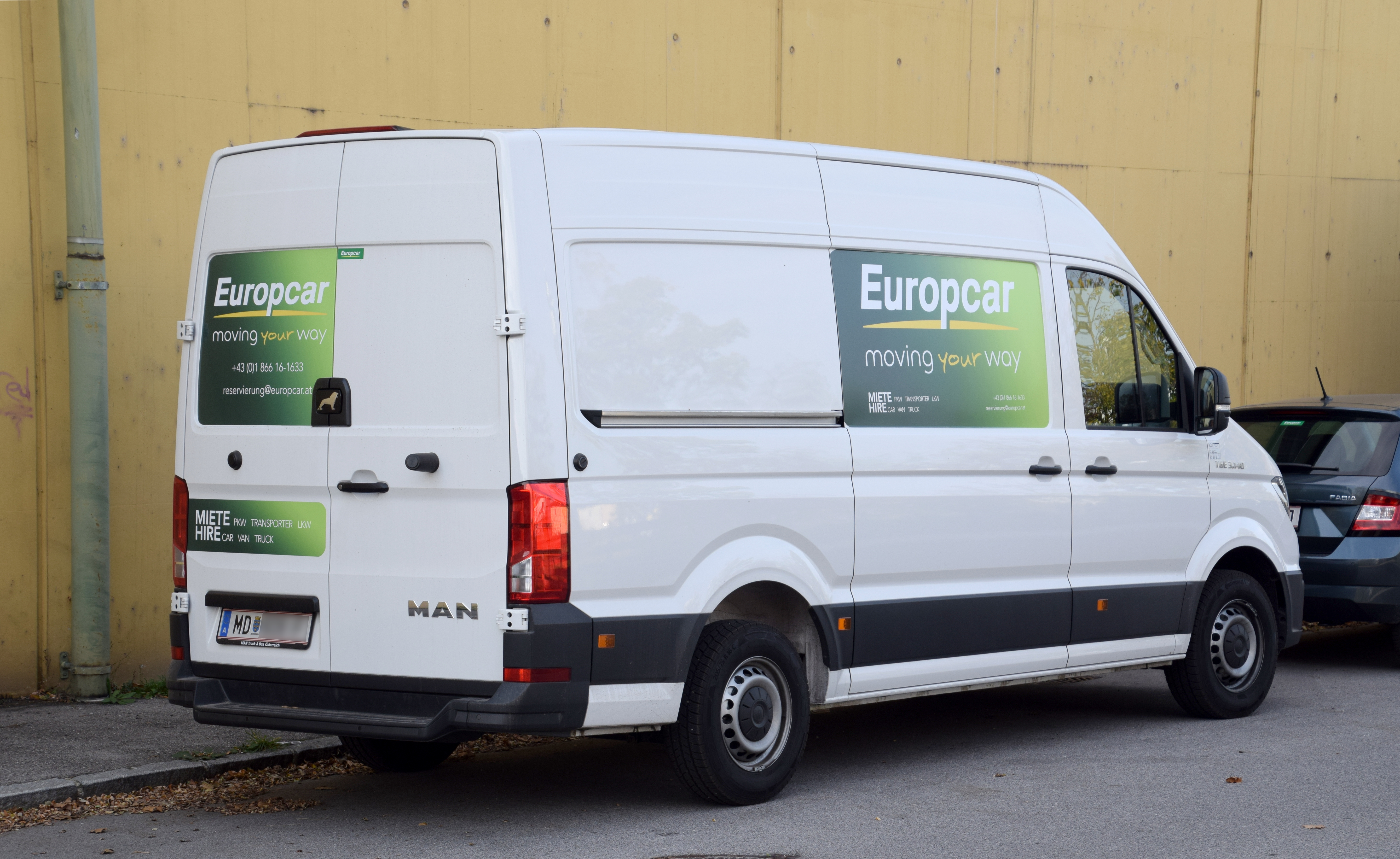

Як і його модель-близнюк Volkswagen Crafter другого покоління, автомобіль виробляється на спільній виробничій лінії на заводі Volkswagen AG у Вжесні, який є частиною Volkswagen Poznań. Перші фотографії автомобіля були опубліковані в серпні 2016 року, а перша офіційна презентація автомобіля відбулася на виставці комерційних автомобілів у Ганновері у вересні 2016 року. Відносно моделі Crafter автомобіль відрізняється іншою решіткою радіатора, формою бамперів, фар і логотипом бренду.
Як і модель Crafter, автомобіль пропонується з трьома типами приводу, зі спеціально розробленим 2-літровим дизельним двигуном у чотирьох варіантах потужності, а також з трьома варіантами висоти автомобіля та кількома варіантами довжини. На відміну від моделі Crafter, автомобіль пропонується та обслуговується на сервісах MAN.

### MAN eTGE

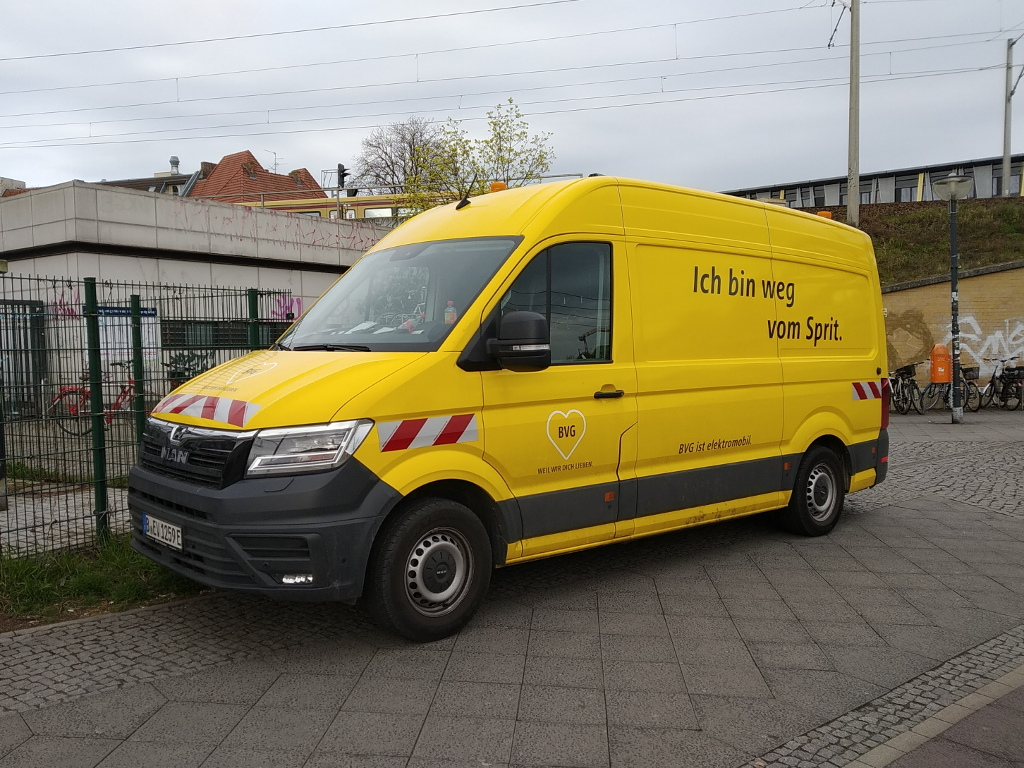
MAN eTGE

Повністю електричний MAN eTGE був представлений у березні 2018 року та запущений у серійне виробництво в липні того ж року. Він може перевозити до 1700 кг вантажу. Максимальна потужність його синхронного двигуна з постійним збудженням становить 130 к.с., максимальний крутний момент у всьому діапазоні обертів становить 290 Нм. Максимальна швидкість обмежена 90 км/год.

## Обладнання
Стандартне обладнання автомобіля включає, наприклад, кондиціонер, світлодіодне освітлення вантажного відділення, радар запобігання зіткненню, електромеханічний підсилювач керма та система EBA.

## Двигуни
| Модель       | Циліндри | Об'єм    | Потужність                             | Крутний момент             |
| ------------ | -------- | -------- | -------------------------------------- | -------------------------- |
| Дизельні     |          |          |                                        |                            |
| 2.0 TDI CR   | 4 в ряд  | 1968 см³ | 102 к.с. (75 кВт) при 3000–3500 об/хв  | 300 Нм при 1400—2250 об/хв |
| 2.0 TDI CR   | 4 в ряд  | 1968 см³ | 122 к.с. (90 кВт) при 3250–3500 об/хв  | 300 Нм при 1400—2250 об/хв |
| 2.0 TDI CR   | 4 в ряд  | 1968 см³ | 140 к.с. (103 кВт) при 3500–3600 об/хв | 340 Нм при 1600—2250 об/хв |
| 2.0 BiTDI CR | 4 в ряд  | 1968 см³ | 177 к.с. (130 кВт) при 3600 об/хв      | 410 Нм при 1500—2000 об/хв |